# 白屈菜属
白屈菜属（学名：Chelidonium）是罂粟科下的一个属，为二年生或多年生草本植物。该属共有5种，分布于旧大陆温带，從欧洲至亚洲东部的日本均有，在中國更是廣泛分佈。属名Chelidonium源于希腊语“chelidon”，意为“燕子”。

## 物种
本属包括以下物种：
- 亚洲白屈菜 Chelidonium asiaticum (Hara) Krahulc.
- Chelidonium hylomeconoides (Nakai) Ohwi
- 白屈菜 Chelidonium majus Lour., 1790
- 中华白屈菜 Chelidonium sinense DC.